# 考底利耶
考底利耶（Chanakya；約前350年—前275年）是公元前4世纪時的古印度政治家、哲学家，婆罗门，曾經协助旃陀罗笈多一世建立孔雀王朝。因為考底利那擅长权谋，所以后人尼赫魯称他為“印度的马基维利”，他所著的《政事论》，是古印度的重要政治文献。
考底利耶據說原本是塔克西拉學校的一位教师。考底利耶曾經帮助第一任孔雀王朝的皇帝旃陀罗笈多一世在年轻的时候获得权力。考底利耶在孔雀帝国的建立中发挥了重要作用。孔雀帝国是考古学上和歷史上有记载的首個统一印度次大陆的王国。考底利耶同时担任了旃陀罗笈多一世和他的儿子宾头娑罗的首席顾问。
考底利耶也是印度經濟學及政治学的先驅，也是早期創立古典經濟學的重要人物之一。考底利耶比马基雅维利早了約一千八百年研究政治學。他的著作在大約笈多王朝末期時失傳，一直至1915年時才尋回失傳已久的著作。

## 背景

### 資料來源
有關考底利耶的純歷史資料很少，大部份是半傳說性的文獻。托馬斯·特勞特曼識別出有關考底利耶的四個早期傳說文獻：
| 傳說版本       | 來源                                                                            |
| -------------- | ------------------------------------------------------------------------------- |
| 佛教版本       | 《大史》（Mahavamsa）以及評論性的Vamsatthappakasini（巴利語）                   |
| 耆那教版本     | 金月所著的Parishishtaparvan                                                     |
| 喀什米爾版本   | 苏摩提婆（Somadeva）所著的Kathasaritsagara，Ksemendra所著的Brihat-Katha-Manjari |
| 毗舍佉達多版本 | 《曼陀羅克夏沙》，毗舍佉達多所著的梵语戲劇                                      |

在這四個版本中，考底利耶都被難陀王朝國王羞辱，發誓要推翻他。他後來推翻了難陀王朝，立旃陀羅笈多為新王朝的國王。

佛教版本
在斯里蘭卡巴利語的佛教編年史中，有列出考底利耶及旃陀羅笈多的傳說。在最早期的編年史《島史》（Dipavamsa）中沒有這記錄。最早期提到此傳說的佛教文獻是《大史》（Mahavamsa），一般認為是在第五至第六世紀的文獻。Vamsatthappakasini（也稱為Mahvamsa Tika）是有關大史的評論，其中有一些細節的資訊。Vamsatthappakasini的作者不明，其年代從第六世紀到第十三世紀不等。其他的一些文件也有部份有關此傳說的資訊。例如，菩提-瓦姆薩及《義註》有列出旃陀羅笈多以前，九個難陀國王的名字。

耆那教版本
在許多白衣教正典的評論中都有提到考底利耶及旃陀羅笈多的傳說。在耆那教當中最有名的版本是Sthaviravali-Charita（或稱為Parishishta-Parvan）裡，由十二世紀的作家金月所著。金月的記錄是依普拉克里特诸语言的kathanaka文獻（傳說以及佚事），年代從第一世紀末一直到第八世紀中。這些傳說列在正典文字的評論中，例如Uttaradhyayana及Avashyaka Niryukti。
湯瑪士‧特洛曼認為耆那教版本比佛教版本更早，一致性也更高。

喀什米爾版本
Ksemendra所著的Brihat-Katha-Manjari，以及苏摩提婆（Somadeva）所著的Kathasaritsagara是二十一世紀的克什米尔梵語傳說記錄。二個文獻都是基於現今已失傳的Prakriti語文獻Brihatkatha-Sarit-Sagara，而Brihatkatha-Sarit-Sagara本身是以目前已遺失，由Gunadhya所著的Paishach語文文獻Brihatkatha為基礎。這些文獻中，考底利耶和旃陀羅笈多的傳說主要是著重在另一位名為Shakatala（IAST: Śakaṭāla）的角色。
毗舍佉達多版本
《曼陀羅克夏沙》（Rakshasa的印章）是毗舍佉達多所著的梵语戲劇，日期不明，不過时代错置地提到匈那人，他們在笈多王朝時入侵北印度，因此，此戲劇不可能出現在笈多王朝以前。其著作時間從第四世紀末到第八世紀都有可能。《曼陀羅克夏沙》中有一些描述是在其他版本沒有的，因此其中大部份可能是純虛構的，沒有歷史基礎的支持。

## 傳說

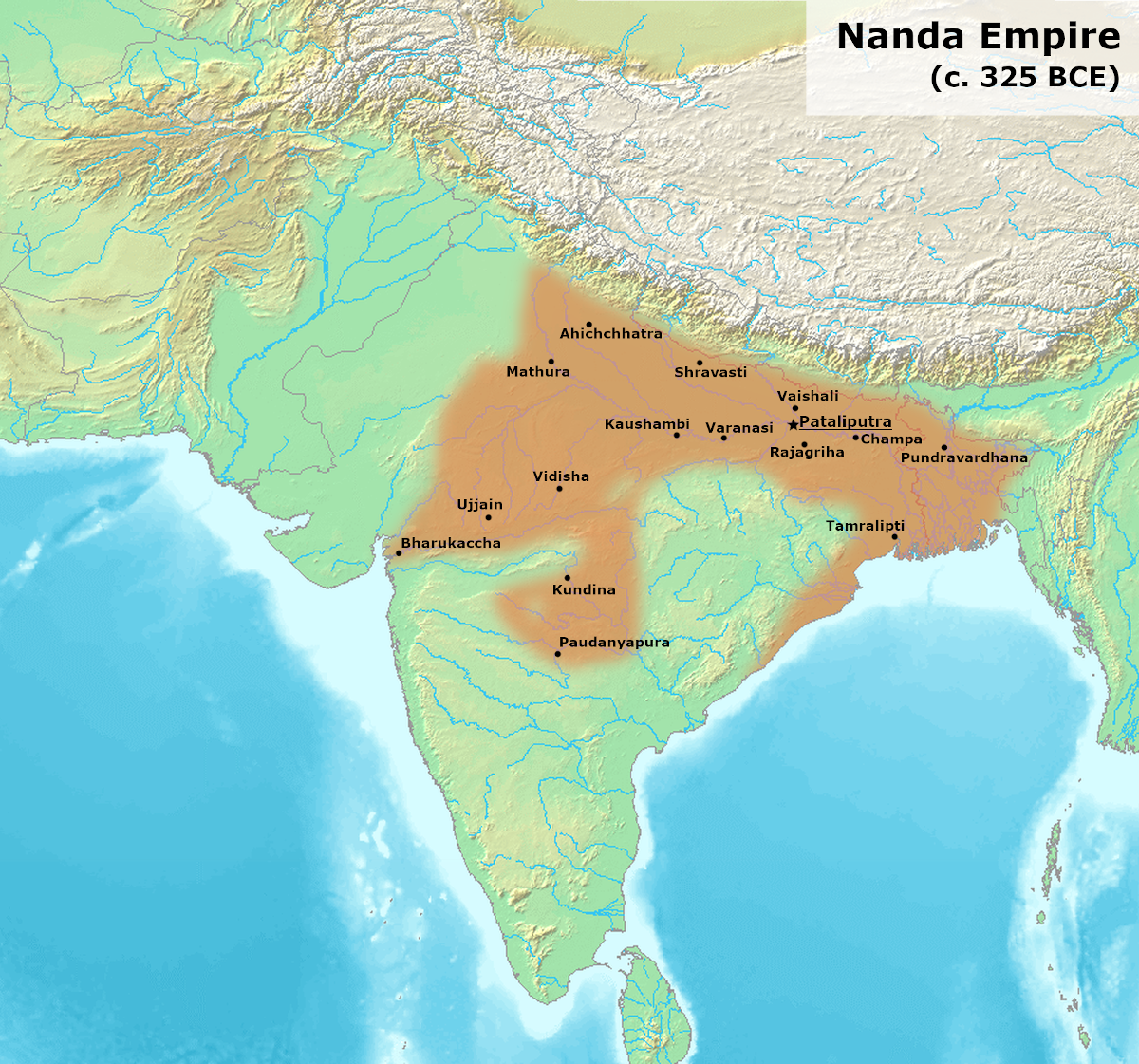
難陀王朝的版圖，約在西元323年

### 佛教版本
依照佛教版本，在旃陀羅笈多一世之間的難陀王朝是由強盜變成的統治者。考底利耶（IAST： Cāṇakka）是來自塔克西拉（Takkāsila）的婆羅門，會三種吠陀經，也會政治學。他有像犬的牙齒，在當時認為是皇室的標誌，但他媽媽怕他成為國王之後忽略了媽媽。考底利耶為了安撫母親，自己將牙齒拔下了。
考底利耶因為牙齒不平整，腳有彎曲，外貌不佳。有一天達那·難陀國王主持一場給婆羅門的施捨儀式。考底利耶來到巴連弗邑參加儀式，但因為外貌不佳，國王下令將考底利耶趕出去。考底利耶在憤怒之下拆下了圣线，並且詛咒國王。國王下令逮捕考底利耶，考底利耶偽裝成Ājīvika逃跑。考底利耶和達那·難陀的兒子帕巴塔（Pabbata）是好友，鼓吹帕巴塔奪取王位。在王子用戒指印章協助之下，考底利耶透過秘密門逃離了皇宮。
考底利耶逃到温迪亚山脉，他用了神秘的技術，可以將一個硬幣變成八個，因此有了八億枚金幣。考底利耶把錢藏好，開始尋找可以取代達那·難陀當國王的人。他有一天看到一群小孩在玩耍，年輕的旃陀羅笈多在其中扮演國王，其他人則是大臣、使節或是強盜，強盜被捕帶到旃陀羅笈多面前，旃陀羅笈多下命將手砍下，但又神奇的將砍下的手接回去。旃陀羅笈多出生在皇室，但他父親被篡位者殺死，這件事讓他母親拋棄他。考底利耶驚訝於旃陀羅笈多的神奇能力，支付一千枚金幣給養育者，買了旃陀羅笈多，並答應會使他大大成功。
考底利耶現在有二個潛在的國王人選：帕巴塔及旃陀羅笈多。他給他們二個人各一個護身符，用羊毛線穿在脖子上。有一天考底利耶決定要試試這二個人。在旃陀羅笈多睡著時，考底利耶要帕巴塔除去旃陀羅笈多的羊毛線，但不能折斷，也不能吵醒旃陀羅笈多，最後測試失敗。之後，在帕巴塔睡著時，考底利耶要旃陀羅笈多做類似的測試，旃陀羅笈多將帕巴塔的頭砍下，取得了羊毛線。之後的七年，考底利耶訓練旃陀羅笈多做皇家的工作。當旃陀羅笈多成年時，考底利耶將之前藏好的錢挖出來，招募了軍隊。
考底利耶和旃陀羅笈多的軍隊入侵達那·難陀的王國，後來大敗撤退。他們兩人偽裝後，恰好聽到一個女人和她兒子的對話，小孩吃了蛋糕中間的一塊，將兩邊的蛋糕丟了。女人指責小孩，說他吃東西就像旃陀羅笈多一樣，先攻擊中間，而不是先攻擊周圍的小城鎮。考底利耶和旃陀羅笈多發現他們所犯的錯誤，組織了新的軍隊，一開始就攻擊邊緣的城鎮，打勝之後，漸漸前進到王國的首都巴連弗邑（Pāṭaliputta），殺了國王達那·難陀。考底利耶命令一個漁夫要設法找到達那·難埋藏寶藏之處，漁夫找到了，告訴考底利耶寶藏的位置，之後漁夫就被考底利耶殺了。考底利耶立旃陀羅笈多為新的國王，也派了名叫Paṇiyatappa的人，要消滅國內的叛軍和強盜。
考底利耶為了讓旃陀羅笈多得以抵抗敵人可能的下毒，在他的食物中下了少量的毒藥，讓身體可以適應。旃陀羅笈多不知道這件事，將食物分給已懷孕，七天後就要生產的皇后。考底利耶到達時，皇后已吃下了有毒的食物。考底利耶在知道皇后將會死亡之後，決定要救這個將要出生的嬰兒，他將皇后的頭切下，用劍將肚子切開，將胎兒取出。接下來的七天內，他每天殺一隻山羊，將胎兒放在當天所殺山羊的肚子中。七天後，旃陀羅笈多的兒子「出生」了，命名為宾头娑罗（Bindusara），因為他的身體曾被山羊的血噴淺到（bindu）。

## 逝世
关于考底利耶的真实死因，人们所知道得很少，並且引起争论。據其中一种说法，他根据耆那教的传统隐退到丛林，然后自己绝食而死。而據另一种说法所指，宾头娑罗時的丞相不喜欢考底利耶，设计陷害他，并且将他活埋致死。

## 著作
考底利耶有二本著作：分別是《政事论》（Arthashastra）及《Chanakya Niti》（也稱為 Chanakya Neeti-shastra）。
政事论中探入的探討貨幣政策、财政政策、社會福利、國際關係及軍事戰略。著作中也有列出統治者的職責。但是，有些學者認為政事论是由許多早期不同作者的著作編撰而成的，而考底利耶也是其中之一。